# Christopher Walken
« Walken » redirige ici. Pour les autres significations, voir Walken (homonymie).
Ronald Walken, dit Christopher Walken [ˈkɻʷɪstəfɚ ˈwɑkən], né le 31 mars 1943 à New York, est un acteur et danseur américain.
Commençant sa carrière au théâtre, il devient célèbre au cinéma avec Voyage au bout de l'enfer (1978) pour lequel il remporte l'Oscar du meilleur acteur dans un second rôle.
Il joue dans de nombreux films, dont Annie Hall (1977), Voyage au bout de l'enfer (1978), La Porte du paradis (1980), Dead Zone (1983), Dangereusement vôtre (1985), The King of New York (1990), Batman : Le Défi (1992), Pulp Fiction (1994), Sleepy Hollow (1999), Arrête-moi si tu peux (2002), Serial noceurs (2005) et Hairspray (2007).

## Biographie

### Jeunesse et débuts
Ronald Walken naît à Astoria, un quartier de l'arrondissement du Queens à New York. Il est le fils de Rosalie Russell, immigrante écossaise et de Paul Walken, d'origine allemande, qui tiennent une boulangerie.
Alors qu'il est âgé d'une dizaine d'années, il fait plusieurs apparitions dans des séries télévisées avec ses frères, Kenneth et Glenn. Il prend des cours de danse et étudie à la Professional Children's School.
Il entame des études supérieures à l'université Hofstra mais les abandonne dès la première année, en 1963, préférant se consacrer à sa passion pour la scène. D'abord comédien de théâtre et de comédie musicale, il joue dans de nombreuses pièces à Broadway et Off-Broadway du milieu des années 1960 au début des années 1970 et change son prénom de Ronald en Christopher au début de sa carrière. En 1966, il obtient son premier grand rôle en interprétant Philippe Auguste dans The Lion in Winter, rôle pour lequel il reçoit le Clarence Derwent Award. En 1969, il épouse Georgianne Thon, une actrice qui se reconvertit plus tard en directrice de casting.

### Carrière

#### Années 1970
Christopher Walken commence sa carrière cinématographique en jouant un second rôle dans Le Dossier Anderson de Sidney Lumet (1971), face à Sean Connery. Il se révèle au grand public en 1977 avec une apparition courte mais mémorable dans Annie Hall de Woody Allen, dans lequel il interprète Duane Hall, le frère excentrique et névrosé du personnage titre. Il est en lice pour jouer le personnage de Han Solo dans Star Wars mais le rôle échoit finalement à Harrison Ford.
En 1978, il devient célèbre avec son rôle de jeune ouvrier psychologiquement détruit par la guerre du Viêt Nam dans Voyage au bout de l'enfer, de Michael Cimino, où sa scène de la roulette russe avec Robert De Niro est devenue culte,. À la fin du tournage, il se nourrit exclusivement de bananes, d'eau et de riz pour prendre l'aspect décharné de son personnage à la fin du film. Il remporte pour son interprétation l'Oscar du meilleur acteur dans un second rôle.

#### Années 1980

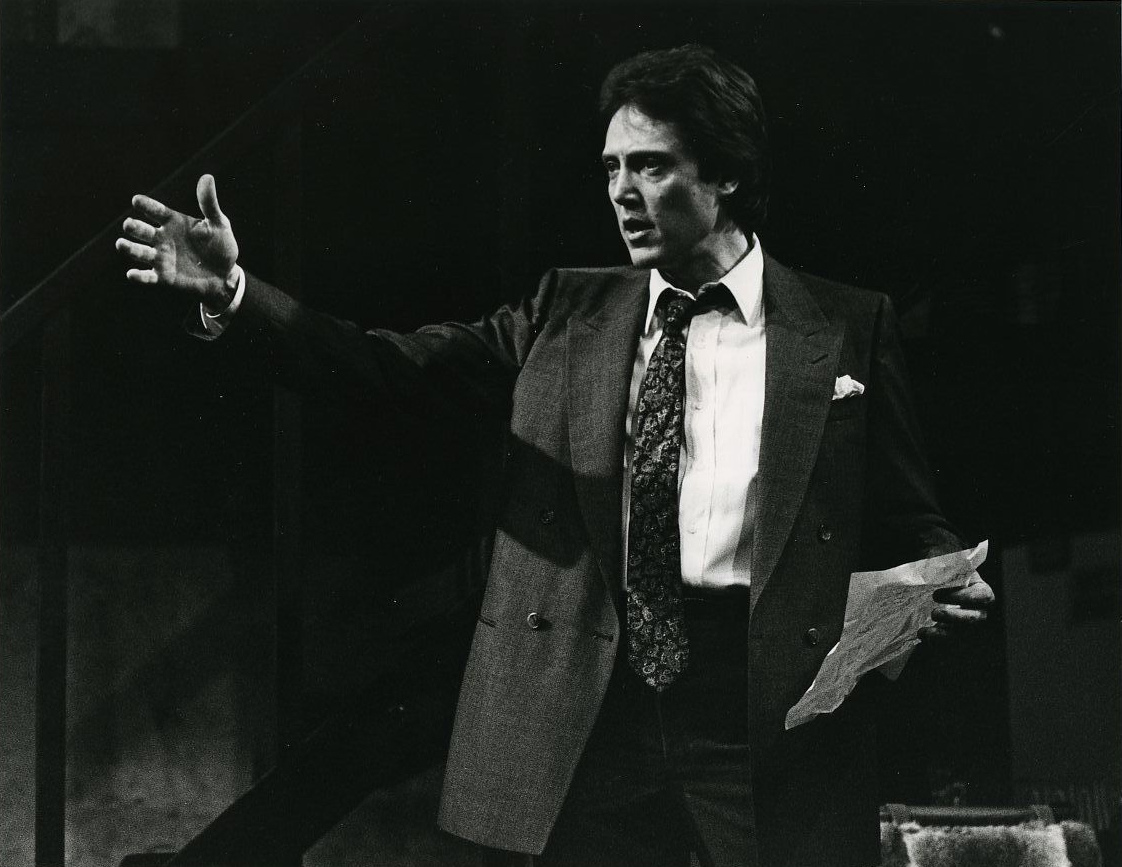
Christopher Walken au théâtre en 1984.

En 1980, il retrouve Michael Cimino pour La Porte du paradis mais le film, éreinté par la critique, est un cuisant échec commercial. Il a ensuite le premier rôle, un mercenaire, dans Les Chiens de guerre (1981), et surprend le public avec son numéro de claquettes doublé d'un striptease dans la comédie musicale Tout l'or du ciel (1981). Il partage ensuite la vedette de Brainstorm avec Natalie Wood mais l'actrice meurt noyée juste avant la fin du tournage, en 1981, alors qu'elle a invité Walken à passer Thanksgiving avec elle et son mari à bord de leur yacht. Brainstorm sort en 1983 et, la même année, Walken offre une interprétation très remarquée dans le rôle principal du thriller fantastique Dead Zone de David Cronenberg, adapté du roman de Stephen King.
Il accepte aussi bien les seconds rôles que les premiers, son physique particulier l'oriente vers les rôles de « durs » et de méchants, notamment dans les films Dangereusement vôtre de John Glen (1985), un James Bond où il interprète Max Zorin, un industriel follement mégalomane, et Comme un chien enragé de James Foley (1986), où il joue le père de Sean Penn, un cruel chef de gang. À la fin des années 1980, ses rôles sont moins marquants mais il a toutefois l'occasion de démontrer une nouvelle fois ses talents de danseur dans la comédie musicale Puss in Boots (1988), où il joue le rôle du chat botté.

#### Années 1990
Au cours des années 1990, il collabore à plusieurs reprises aux films de son ami Abel Ferrara : il interprète Frank White, un baron de la drogue récemment relâché de prison qui veut récupérer son territoire dans The King of New York (1990), puis joue dans The Addiction (1995), Nos funérailles (1996) et New Rose Hotel (1998). En 1992, il interprète deux nouveaux rôles de « méchants » : le milliardaire Max Schreck dans Batman, le défi de Tim Burton, et le baron de la drogue Paco Meisner dans le film français Le Grand Pardon 2 d'Alexandre Arcady avec Richard Berry et Roger Hanin.
Il joue le rôle d'un producteur sans scrupule dans Wayne's World 2 (1993), puis fait deux apparitions marquantes pour une seule scène dans True Romance (1993), où il joue un parrain de la mafia tentant d'arracher des informations à Dennis Hopper, et dans Pulp Fiction (1994), où il incarne un militaire qui raconte au jeune Butch Coolidge l'histoire de la montre familiale qu'il est venu lui remettre. Son personnage de Vincenzo Coccotti dans True Romance figure à la 85e place du classement des 100 meilleurs personnages de films, établi par le magazine Empire.

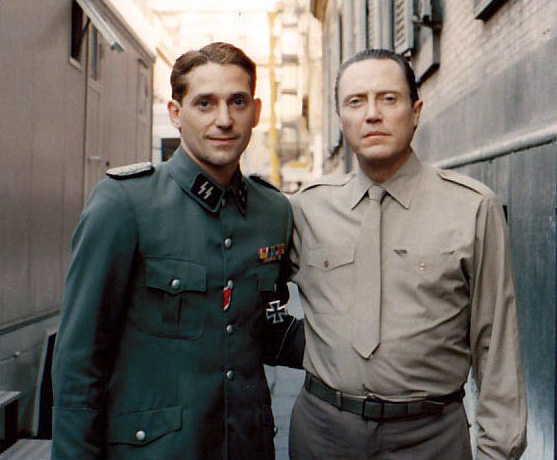
Steve Scott et Christopher Walken sur le tournage de Remake, Rome ville ouverte (1996).

En 1995, il écrit et joue le rôle principal de la pièce de théâtre Him (en), qui a pour thème la vie après la mort d'Elvis Presley, sa première idole de jeunesse. Il explore le genre de l'horreur dans The Prophecy (1995) en incarnant le renégat archange Gabriel, rôle qu'il reprendra dans deux suites données au film, avant de s'opposer à Johnny Depp dans Meurtre en suspens (1995). Il enchaîne les rôles de criminels, affrontant notamment Bruce Willis dans Dernier Recours (1996), et interprétant un parrain de la mafia qui s'est apparemment rangé dans Suicide Kings (1997). Il retrouve Tim Burton dans Sleepy Hollow (1999), où il campe l'étonnant personnage du cavalier sans tête.

#### Années 2000
En 2000, il fait son retour à Broadway dans la comédie musicale James Joyce's The Dead, pour laquelle il est nommé au Tony Award du meilleur acteur. En 2001, il montre une fois encore ses talents de danseur dans le clip de la chanson de Fatboy Slim, Weapon of Choice, réalisé par Spike Jonze. Il apparaît aussi dans des comédies, un registre qu'il n'a pas souvent abordé jusqu'alors, avec Première sortie (1999), Couple de stars (2001) et L'Amour, six pieds sous terre (2002).
En 2002, son interprétation très remarquée du père du personnage principal joué par Leonardo DiCaprio dans Arrête-moi si tu peux, sous la direction de Steven Spielberg, lui vaut d'être nommé à l'Oscar du meilleur acteur dans un second rôle, et de remporter le British Academy Film Award du meilleur acteur dans un second rôle et le Screen Actors Guild Award du meilleur acteur dans un second rôle.
Il accumule ensuite les seconds rôles en faisant des choix plus ou moins heureux. En 2004, il apparaît dans Man on Fire avec Denzel Washington, avant d'incarner le mari-robot adoré de Glenn Close pour le film de Frank Oz, Et l'homme créa la femme. Il joue ensuite dans plusieurs comédies qui connaissent le succès au box-office, il est le père de Rachel McAdams dans la comédie Serial noceurs (2005), il vend la fameuse télécommande à Adam Sandler dans la comédie potache Click (2006), puis chante et danse avec John Travolta dans le film musical Hairspray (2007),,.

#### Années 2010

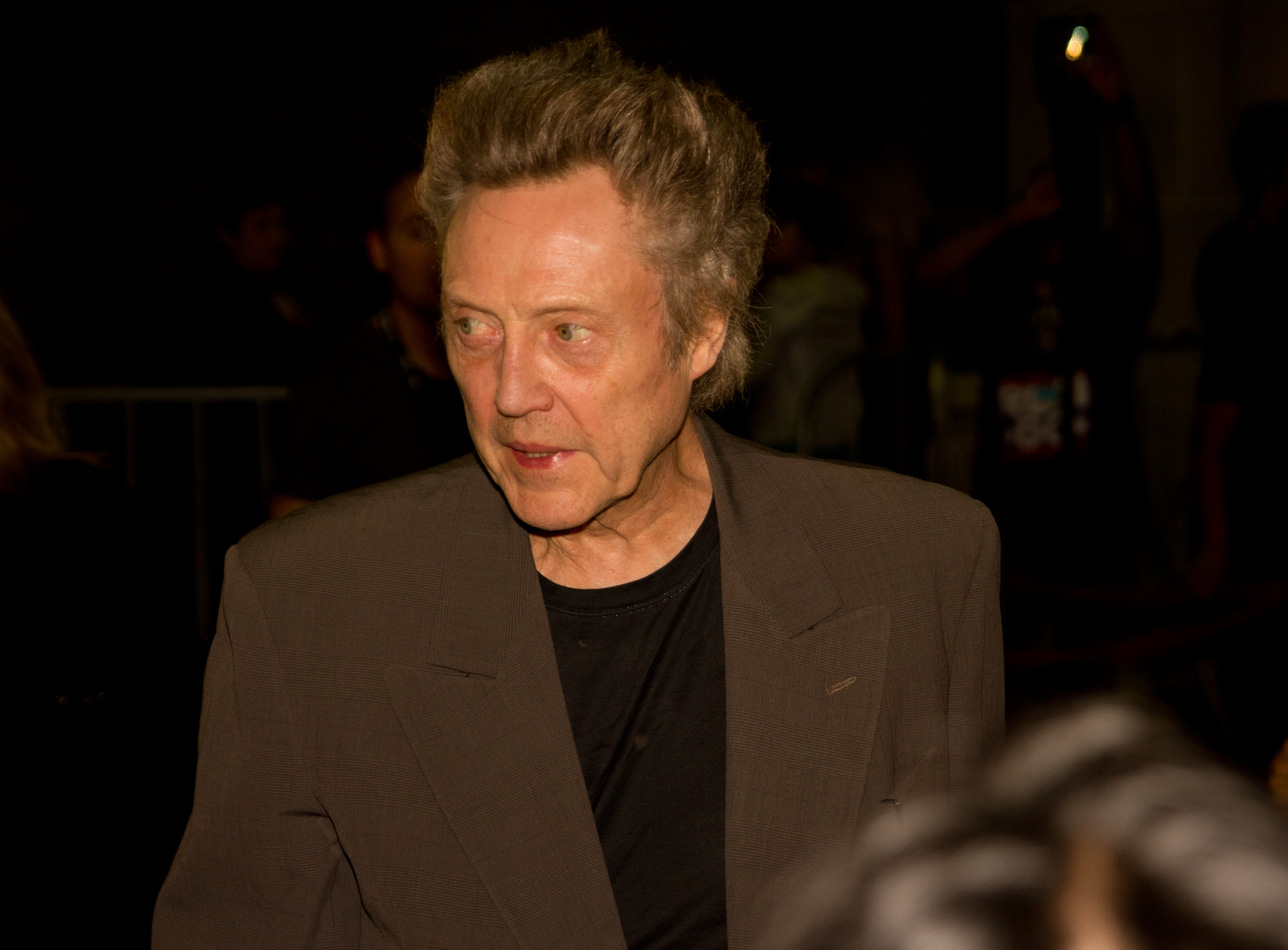
Christopher Walken en 2012.

Usé de jouer les méchants, il déclare à son agent vouloir « jouer un gars gentil avec une femme, une famille, un chien et une maison ». Cette dernière lui trouve alors le scénario de la pièce de théâtre A Behanding in Spokane (en) de Martin McDonagh. Dans cette pièce à humour noir dans laquelle il côtoie Sam Rockwell, Anthony Mackie et Zoe Kazan, il joue un homme à la recherche de sa main gauche depuis des décennies. Jouant la pièce à Broadway en 2010, le succès est au rendez-vous puisqu'il est nommé aux Tony Awards du meilleur acteur,. Il continue à tourner dans beaucoup de films au début des années 2010. Ainsi, il retrouve McDonagh en 2012 dans Sept Psychopathes, comédie de gangsters dans laquelle son interprétation est saluée par la critique. Nouvelle comédie noire sur fond de mafia, il forme la même année un trio avec Al Pacino et Alan Arkin dans le film Les Derniers Affranchis de Fisher Stevens.
Il retrouve un rôle de parrain de la mafia dans Jersey Boys (2014), film biographique de Clint Eastwood sur le groupe pop rock The Four Seasons.
Il tient le rôle du capitaine Crochet dans une adaptation musicale (en) de Peter Pan diffusée en direct sur NBC en décembre 2014.
En 2016, il prête sa voix à l'imposant Roi Louie dans la nouvelle adaptation par Jon Favreau du roman Le Livre de la jungle, succédant ainsi à Louis Prima, l'interprète du personnage dans l'adaptation animée de 1967. Dans le film, Walken performe également la chanson I Wan'na Be Like You.

#### Années 2020
En 2020, il joue le rôle de l'agriculteur Percy Schmeiser dans le film Percy qui relate le combat juridique de ce dernier contre l'entreprise Monsanto.
Depuis 2021, il joue pour la première fois un rôle régulier à la télévision, apparaissant dans la série The Outlaws (en) de Elgin James (en) et Stephen Merchant.
Depuis 2022, il joue dans la série télévisée de science fiction psychologique Severance disponible sur Apple TV+. Il déclare avoir trouvé « attirant » l'idée de jouer un rôle différent de d'habitude et que le fait de retrouver Ben Stiller, qui réalise la série, dont il connaît la famille et avec lequel il a déjà joué, ainsi que de retrouver John Turturro avec qui il a également tourné à plusieurs reprises, a eu un impact.
En 2024, sort le film Dune, deuxième partie (Dune: Part Two), de Denis Villeneuve, dans lequel il incarne l'Empereur Padishah : Shaddam IV Corrino.

### Vie privée
En janvier 1969, Christopher Walken épouse Georgianne Thon (en), une actrice reconvertie plus tard en directrice de casting. Il est toujours marié avec elle, cinquante ans plus tard. Le couple vit à Wilton, dans le Connecticut, et n'a jamais eu d'enfants, Walken expliquant à ce sujet que le fait de n'avoir ni enfant, ni hobby, est la principale raison pour laquelle il refuse rarement un rôle.
Le 28 novembre 1981, alors qu'il se trouve sur un yacht en compagnie des acteurs Robert Wagner et Natalie Wood, cette dernière est retrouvée le lendemain matin morte, noyée, au large de Los Angeles. 
En 2006, un canular circule sur internet selon lequel l'acteur aurait décidé de se présenter à l'élection présidentielle américaine de 2008. Un faux site officiel relaie ce canular.
Il n'a jamais possédé ni ordinateur, ni téléphone portable, estimant que cela ne le concerne pas. Il avoue néanmoins disposer d’un téléphone portable quand il travaille sur un film.

## Popularité
Souvent cantonné dans des rôles de méchants en raison de son expression inquiétante, Walken a également démontré à plusieurs reprises son affinité pour des rôles comiques et a animé à sept reprises l'émission télévisée Saturday Night Live, où il a pris plaisir à démontrer ses talents de danseur et de chanteur et à parodier certains de ses rôles les plus sombres.
Il a popularisé le cencerro (cowbell en anglais) avec son expression « We need more cowbell » dans un sketch devenu culte (en) du Saturday Night Live. Il est aussi connu pour son débit de parole très particulier, qui a souvent fait l'objet d'imitations,. Il ne sait pas comment sa manière de parler est telle quelle mais il suppose que le fait d'avoir grandi dans le Queens, avec un voisinage dont l'anglais n'est pas la langue maternelle, a pu avoir une influence.

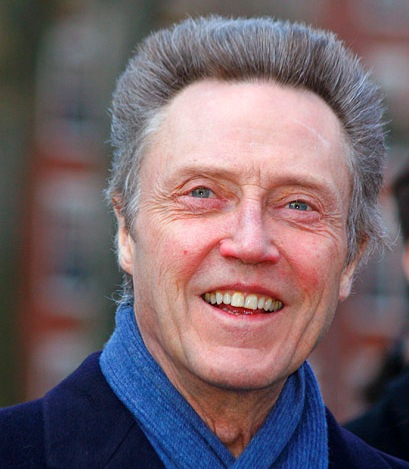
Christopher Walken en 2008.

En 2001, il joue sous la direction de Spike Jonze dans le clip musical Weapon of Choice (en) de Fatboy Slim, qui rencontre un grand succès sur Internet et qui lui permet d'exprimer publiquement ses talents de danseur.

## Travail d'acteur
Ayant une personnalité distinguée, Christopher Walken est souvent confronté à la réécriture de ses personnages après avoir été embauché. Ainsi pour éviter que ces personnages se fassent « Walkeniser », il ajoute une clause à tous ses contrats pour valider ou non les changements apportés à ses personnages.
Peu importe le contexte du film, il n'est pas rare de voir un personnage joué par Christopher Walken faire quelques pas de danse, comme il est possible de voir dans des films comme The King of New York (1990) ou encore Arrête-moi si tu peux (2002). En février 2010 il déclare au New York Times : « J'ai d'abord été danseur. Même m'appeler acteur, c'est un peu étrange. Je me considère comme quelqu'un qui fait une performance. »,. En février 2022, The Washington Post lui demande si être danseur l'aide dans son métier d'acteur : « Absolument. Avec les danseurs, la préparation s'appelle la répétition - vous le faites encore et encore jusqu'à ce que les mouvements deviennent une partie de votre mémoire musculaire. Toute la discipline et l'aspect physique ne sont pas différents d'être un athlète : ça fait mal et vous devez le faire et vous avez des courbatures. J'ai toujours abordé le métier d'acteur de la même manière. Je trouve mon rythme dans ce que le personnage dit et je le fais jusqu'à ce que cela semble convaincant. Ce n'est pas une façon conventionnelle de le faire. »,.

## Théâtre
- 1995 : Him (en) de lui-même : Elvis Presley
- 2010 : A Behanding in Spokane (en) de Martin McDonagh : Carmichael

## Filmographie

### Cinéma

#### Années 1960 et 1970
- 1969 : Me and My Brother de Robert Frank : le directeur
- 1971 : Le Dossier Anderson (The Anderson Tapes) de Sidney Lumet : The Kid
- 1972 : The Happiness Cage de Bernard Girard : James H. Reese
- 1976 : Next Stop, Greenwich Village de Paul Mazursky : Robert
- 1977 : La Sentinelle des maudits (The Sentinel) de Michael Winner : inspecteur Rizzo
- 1977 : Annie Hall de Woody Allen : Duane Hall
- 1977 : Roseland de James Ivory : Russel (The Hustle)
- 1978 : Shoot the Sun Down de David Leeds : Mr. Rainbow
- 1978 : Voyage au bout de l'enfer (The Deer Hunter) de Michael Cimino : Nick Chevotarevich
- 1979 : Meurtres en cascade (Last Embrace) de Jonathan Demme : Eckart

#### Années 1980
- 1980 : La Porte du paradis (Heaven's Gate) de Michael Cimino : Nathan D. Champion
- 1981 : Les Chiens de guerre (The Dogs of War) de John Irvin : Jamie Shannon
- 1981 : Tout l'or du ciel (Pennies from Heaven) d'Herbert Ross : Tom
- 1983 : Brainstorm de Douglas Trumbull : Dr Michael Anthony Brace
- 1983 : Dead Zone (The Dead Zone) de David Cronenberg : Johnny Smith
- 1985 : Dangereusement vôtre (A View to a Kill) de John Glen : Max Zorin
- 1986 : Comme un chien enragé (At Close Range) de James Foley: Brad Whitewood Sr.
- 1987 : Deadline de Nathaniel Gutman : Don Stevens
- 1988 : Milagro (The Milagro Beanfield War) de Robert Redford : Kyril Montana
- 1988 : Biloxi Blues de Mike Nichols : Sgt. Toomey
- 1988 : Puss in Boots de Eugene Marner : Puss
- 1988 : Homeboy de Michael Seresin : Wesley Pendergass
- 1989 : Communion de Philippe Mora : Whitley Strieber

#### Années 1990
- 1990 : The King of New York (King of New York) d'Abel Ferrara : Frank White
- 1990 : Étrange Séduction (The Comfort of Strangers) de Paul Schrader : Robert
- 1991 : McBain de James Glickenhaus : McBain
- 1991 : Présumé coupable (All-American Murder) d'Anson Williams : P.J. Decker
- 1992 : Hollywood Mistress de Barry Primus : Warren Zell
- 1992 : Batman : Le Défi (Batman Returns) de Tim Burton : Max Shreck
- 1992 : Le Grand Pardon 2 d'Alexandre Arcady : Pasco Meisner
- 1993 : True Romance de Tony Scott : Vincenzo Coccotti
- 1993 : Arnaques en Jamaïque (Scam) de John Flynn : Jack Shanks
- 1993 : Wayne's World 2 de Stephen Surjik : Bobby Cahn
- 1994 : D'une femme à l'autre (A Business Affair) de Charlotte Brandström : Vanni Corso
- 1994 : Pulp Fiction de Quentin Tarantino : Capitaine Koons
- 1995 : The Addiction d'Abel Ferrara : Peina
- 1995 : The Prophecy de Gregory Widen : Gabriel
- 1995 : Wild Side de Donald Cammell : Bruno Buckingham
- 1995 : Search and Destroy : En plein cauchemar (Search and Destroy) de David Salle : Kim Ulander
- 1995 : Dernières heures à Denver (Things to Do in Denver When You're Dead) de Gary Fleder : l'homme au plan
- 1995 : Meurtre en suspens (Nick of Time) de John Badham : Mr. Smith
- 1996 : Remake, Rome ville ouverte (Celluloide) de Carlo Lizzani : Rod Geiger
- 1996 : Basquiat de Julian Schnabel : l'interviewer
- 1996 : Nos funérailles (The Funeral) d'Abel Ferrara : Ray Tempio
- 1996 : Dernier Recours (Last Man Standing) de Walter Hill : Hickey
- 1997 : Touch de Paul Schrader : Bill Hill
- 1997 : Excess Baggage de Marco Brambilla : Ray
- 1997 : Suicide Kings de Peter O'Fallon : Carlo Bartolucci / Charlie Barret
- 1997 : La Souris (Mousehunt) de Gore Verbinski : Caeser, l'exterminateur
- 1998 : The Prophecy 2 de Greg Spence : Gabriel
- 1998 : Illuminata de John Turturro : Bevalaqua
- 1998 : New Rose Hotel d'Abel Ferrara : Fox
- 1998 : The Eternal: Kiss of the Mummy (Trance) de Michael Almereyda : Oncle Bill Ferriter
- 1998 : Fourmiz (Antz) d'Eric Darnell et Tim Johnson : Colonel Cutter (voix)
- 1999 : Première Sortie (Blast from the Past) d'Hugh Wilson : Calvin Webber
- 1999 : Sleepy Hollow - La légende du cavalier sans tête (Sleepy Hollow) de Tim Burton : le mercenaire hessois / le cavalier sans tête
- 1999 : Y a-t-il un parrain pour sauver la mafia ? (Kiss Toledo Goodbye) de Lyndon Chubbuck : Max

#### Années 2000
- 2000 : The Prophecy 3: The Ascent de Patrick Lussier : Gabriel
- 2000 : Les Opportunistes (The Opportunists) de Myles Connell : Victor 'Vic' Kelly
- 2001 : Scotland, Pa. de Billy Morrissette : Lieutenant McDuff
- 2001 : Joe La Crasse (Joe Dirt) de Dennie Gordon : Clem
- 2001 : Couple de stars (America's Sweethearts) de Joe Roth : Hal Weidmann
- 2001 : L'Affaire du collier (The Affair of the Necklace) de Charles Shyer : Comte Cagliostro
- 2002 : Poolhall Junkies de Mars Callahan : Mike
- 2002 : Les Country Bears (The Country Bears) de Peter Hastings : Reed Thimple
- 2002 : L'Amour, six pieds sous terre (Plots with a View) de Nick Hurran : Frank Featherbed
- 2002 : Arrête-moi si tu peux (Catch Me If You Can) de Steven Spielberg : Frank Abagnale Sr
- 2003 : Kangourou Jack (Kangaroo Jack) de David McNally : Salvatore 'Sal' Maggio
- 2003 : Amours troubles (Gigli) de Martin Brest : inspecteur Stanley Jacobellis
- 2003 : Bienvenue dans la jungle (The Rundown) de Peter Berg : Hatcher
- 2004 : Man on Fire de Tony Scott : Rayburn
- 2004 : Envy de Barry Levinson : J-Man
- 2004 : Et l'homme créa la femme (The Stepford Wives) de Frank Oz : Mike Wellington
- 2004 : De pères en fils (Around the Bend) de Jordan Roberts : Turner Lair
- 2005 : Serial noceurs (Wedding Crashers) de David Dobkin : Secrétaire du Trésor William Cleary
- 2005 : Romance and Cigarettes de John Turturro : Cousin Bo
- 2005 : Domino de Tony Scott : Mark Heiss
- 2006 : Click : Télécommandez votre vie (Click) de Frank Coraci : Morty
- 2006 : Fade to Black d'Oliver Parker : Brewster
- 2006 : Man of the Year de Barry Levinson : Jack Menken
- 2007 : Hairspray d'Adam Shankman : Wilbur Turnblad
- 2007 : Balles de feu (Balls of Fury) de Robert Ben Garant : Feng
- 2008 : Un amour de père (Five Dollars a Day) de Nigel Cole : Nat Parker
- 2009 : Un plan d'enfer (The Maiden Hest) de Peter Hewitt : Roger Barlow

#### Années 2010
- 2010 : Célibataires et en cavale (Life's a Beach) de Tony Vitale : Roy Callahan
- 2011 : Bulletproof Gangster de Jonathan Hensleigh : Shondor Birns
- 2011 : Dark Horse de Todd Solondz : Jackie
- 2012 : Les Derniers Affranchis (Stand Up Guys) de Fisher Stevens : Doc
- 2012 : Sept Psychopathes (Seven Psychopaths) de Martin McDonagh : Hans
- 2012 : Le Quatuor (A Late Quartet) de Yaron Zilberman : Peter Mitchell
- 2013 : The Power of Few de Leone Marucci : Doke
- 2013 : Gods Behaving Badly de Marc Turtletaub : Zeus
- 2014 : Jersey Boys de Clint Eastwood : Angelo « Gyp » DeCarlo
- 2015 : La Famille Fang (The Family Fang) de Jason Bateman : Caleb Fang
- 2015 : Joe La Crasse 2 : Un bon gros loser (Joe Dirt 2:Beautiful Loser) de Fred Wolf : Clem
- 2016 : Le Livre de la jungle (The Jungle Book) de Jon Favreau : Roi Louie (voix)
- 2016 : Eddie the Eagle de Dexter Fletcher : Warren Sharp
- 2016 : One More Time de Robert Edwards : Paul Lombard
- 2016 : Ma vie de chat (Nine Lives) de Barry Sonnenfeld : Felix Purkins
- 2017 : Father Figures de Lawrence Sher : Walter Tinkler
- 2018 : Mon âme sœur de Stephanie Laing : Myron
- 2019 : The Jesus Rolls de John Turturro : Warden

#### Années 2020
- 2020 : Mon grand-père et moi (The War with Grandpa) de Tim Hill : Jerry
- 2020 : Percy de Clark Johnson : Percy Schmeiser
- 2020 : Amours irlandaises (Wild Mountain Thyme) de John Patrick Shanley : Tony Reilly
- 2024 : Dune, deuxième partie (Dune: Part Two) de Denis Villeneuve : l'Empereur Padishah Shaddam IV Corrino

### Télévision
- 1953 : The Wonderful John Acton : Kevin Acton (13 épisodes)
- 1954 : The Motorola Television Hour : non crédité (saison 1, épisode 9)
- 1954-1956 : Haine et Passions (The Guiding Light) : Michael 'Mike' Bauer (soap opera)
- 1963 : Naked City : Chris Johannis (saison 4, épisode 17)
- 1966 : Barefoot in Athens : Lamprocles (téléfilm)
- 1969 : Les Trois Mousquetaires (The Three Musketeers) : John Felton (téléfilm)
- 1970 : Hawaï police d'État (Hawaii Five-O) : Walt Kramer (saison 2, épisode 17)
- 1975 : Valley Forge, de Fielder Cook : le Hessois (téléfilm)
- 1977 : Kojak : Ben Wiley (saison 4, épisode 22)
- 1982 : Who Am I This Time?, de Jonathan Demme : Harry Nash (téléfilm)
- 1991 : La Nouvelle Vie de Sarah (Sarah, Plain and Tall), de Glenn Jordan : Jacob Witting (téléfilm)
- 1993 : Le Combat de Sarah (Skylark), de Joseph Sargent : Jacob Witting (téléfilm)
- 1999 : Vendetta, de Nicholas Meyer : James Houston (téléfilm)
- 1999 : Les Déchirements du passé (Sarah, Plain and Tall: Winter's End), de Glenn Jordan : Jacob Witting (téléfilm)
- 2002 : Jules César (Julius Caesar), de Uli Edel : Caton d'Utique (téléfilm)
- 2014 : Turks & Caicos, de David Hare : Curtis Pelissier (téléfilm)
- 2021-2022 : The Outlaws (en) : Frank Sheldon (12 épisodes)
- 2022 : Severance: Burt (9 épisodes - en cours)

### Clip
- Weapon of Choice de Fatboy Slim, réalisé par Spike Jonze
- Bad Girl de Madonna (1993) extrait de l’album Erotica, réalisé par David Fincher

## Distinctions
Cette section récapitule les principales récompenses et nominations obtenues par Christopher Walken. Pour une liste plus complète, se référer à l'Internet Movie Database.

### Récompenses
- Clarence Derwent Award 1966 : meilleur acteur dans une pièce de théâtre pour The Lion in Winter
- Oscars 1979 : Meilleur acteur dans un second rôle pour Voyage au bout de l'enfer
- British Academy Film Awards 2003 : Meilleur acteur dans un second rôle pour Arrête-moi si tu peux
- Screen Actors Guild Awards 2003 : Meilleur acteur dans un second rôle pour Arrête-moi si tu peux
- NSFC Award 2003 : meilleur acteur dans un second rôle pour Arrête-moi si tu peux
- Festival des films du monde de Montréal 2004 : meilleur acteur pour De pères en fils
- Satellite Awards 2004 : Meilleur acteur dans un second rôle dans un film dramatique pour De pères en fils

### Nominations
- Golden Globes 1979 : Golden Globe du meilleur acteur dans un second rôle pour Voyage au bout de l'enfer
- British Academy Film Awards 1980 : Meilleur acteur dans un second rôle pour Voyage au bout de l'enfer
- Saturn Awards 1984 : Meilleur acteur pour Dead Zone
- Primetime Emmy Awards 1991 : Meilleur acteur dans une mini-série ou un téléfilm pour La Nouvelle Vie de Sarah
- Saturn Awards 1996 : Meilleur acteur dans un second rôle pour The Prophecy
- Saturn Awards 2000 : Meilleur acteur dans un second rôle pour Sleepy Hollow
- Tony Awards 2000 : Tony Award du meilleur acteur dans une comédie musicale pour James Joyce's The Dead (en)
- MTV Movie Award 2000 : meilleur méchant pour Sleepy Hollow - La légende du cavalier sans tête
- Razzie Awards 2002 : pire second rôle masculin pour Les Country Bears
- Oscars 2003 : Oscar du meilleur acteur dans un second rôle pour Arrête-moi si tu peux
- Razzie Awards 2003 : pire second rôle masculin pour Amours troubles et Kangourou Jack
- Tony Awards 2010 : Tony Award du meilleur acteur dans une pièce pour A Behanding in Spokane (en)
- Primetime Emmy Awards 2022 : Primetime Emmy Award du meilleur acteur dans un second rôle dans une série télévisée dramatique pour Severance

## Voix francophones
En France, Bernard Tiphaine (décédé en octobre 2021) a été la voix française régulière de Christopher Walken de 1981 à 2018. Auparavant, Patrick Floersheim, l'une de ses voix, l'a également doublé dans dix films et un téléfilm.
Au Québec, Hubert Gagnon a été la voix québécoise régulière de l'acteur. Éric Gaudry et Jean-Luc Montminy l'ont également doublé respectivement à cinq et quatre reprises chacun.